# Christian Boehringer
Christian Boehringer (* 1965 in Wiesbaden) war von 2007 bis 2025 Vorsitzender des Gesellschafterausschusses von Boehringer Ingelheim und gehört zu deren vierter Inhaber-Generation.

## Leben
Christian Boehringer ist ein Urenkel von Albert Boehringer, dem Gründer des Pharmaunternehmens Boehringer Ingelheim. Seine Großmutter ist Ruth Boehringer, geb. Dyckerhoff aus der ehemaligen Inhaberfamilie des Zementherstellers Dyckerhoff, die 1929 den Sohn des Firmengründers geheiratet hatte.
Boehringer ist verheiratet und hat einen Sohn.  Die Familie Boehringer / von Baumbach gehört zu den zehn reichsten Familien der Welt.

## Beruflicher Werdegang
Boehringer war nach dem Wehrdienst, einer kaufmännischen Lehre bei der Unternehmensgruppe Freudenberg und Studium der Betriebswirtschaftslehre an der Universität des Saarlandes als Pharma-Produktmanager bei Boehringer Ingelheim in Großbritannien tätig, bevor er dort in eine europäische Pharmaberatungsgesellschaft eintrat. Dieses Unternehmen hat er drei Jahre geleitet.
Im Jahr 2000 wechselte er für drei Jahre in das internationale Management der Henkel KGaA nach Düsseldorf. Anschließend ging er wieder zur Boehringer Ingelheim GmbH zurück, wo er die Verantwortung für das globale CRM-Projekt-Management übernahm, gefolgt von einer Tätigkeit als Area-Manager, verantwortlich für die USA, Kanada und Mexiko.
Von 2007 bis 2025 stand Christian Boehringer als Vorsitzender dem Gesellschafterausschuss vor, der die Interessen der Inhaberfamilien vertritt. Der Gesellschafterausschuss versteht sich als Steuerungsgremium für die Unternehmensleitung von Boehringer Ingelheim (vergleichbar mit einem Aufsichtsrat). Nachfolger als Vorsitzender wurde Hubertus von Baumbach.

## Wirken
Boehringer engagiert sich in verschiedenen Initiativen für mehr Chancengleichheit in der Bildung sowie für den Erhalt der Handschrift.